# Orizari (distrikt i Bulgarien, Plovdiv)
Orizari (bulgariska: Оризари) är ett distrikt i Bulgarien.   Det ligger i kommunen obsjtina Rodopi och regionen Plovdiv, i den centrala delen av landet, 120 km sydost om huvudstaden Sofia.
Trakten runt Orizari består till största delen av jordbruksmark. Runt Orizari är det ganska tätbefolkat, med 54 invånare per kvadratkilometer.